# Zetelverdeling

Zetelverdeling Vlaams Parlement na de verkiezingen van 25 mei 2014

Zetelverdeling is het proces waarbij de zetels in een wetgevende macht worden toegewezen aan politieke partijen of kandidaten op basis van de resultaten van een verkiezing. 
Bij evenredige vertegenwoordiging is het doel om de voorkeuren van de kiezers zo nauwkeurig mogelijk te vertalen naar vertegenwoordiging zodat het percentage stemmen dat een partij behaalt overeenkomt met het percentage zetels. Er bestaan verschillende methodes die verschillende uitkomsten leveren qua zetel-stemverhouding.
In landen met een meervoudige kiesdistricten wordt er gebruik gemaakt van vereffeningszetels of dubbele evenredigheid om de evenredigheid van de verkiezingsuitslag te vergroten.

## Rekenmethodes
Bij de verdeling van zetels bij verkiezingen worden verschillende rekenmethodes gebruikt, die grofweg in twee groepen kunnen worden ingedeeld: methodes die werken met quota zoals de kiesdeler (grootste overschotten) en methodes die werken met delerreeksen (grootste gemiddelden). 
Hieronder een overzicht van de belangrijkste methodes binnen deze groepen en hun werkwijze: 

### Grootste overschot (quota)
- Grootste-overschottenmethode: Volle zetels worden eerst toegekend op basis van een volledig aantal stemmen per zetel (kiesdeler). Resterende zetels gaan naar partijen met het grootste restant aan stemmen. Deze methode wordt in Denemarken gebruikt bij het toekennen van vereffeningszetels.

### Grootste gemiddelde (delerreeksen)
- D'Hondt-methode: Deze methode deelt het aantal stemmen van elke partij successief door 1, 2, 3, enzovoort, en verdeelt de zetels op basis van de hoogste gemiddelden. Dit wordt in Nederland en België gebruikt en bevoordeelt grotere partijen ten koste van evenredigheid.
- Sainte-Laguë-methode: Deze methode is vergelijkbaar met D'Hondt, maar deelt stemmen door oneven getallen (1, 3, 5, enz.). Dit wordt in Zweden en Duitsland gebruikt en verdeelt zetels iets evenwichtiger dan D'Hondt wat de evenredigheid ten goede komt.
- Gemodificeerde Sainte-Laguë: Deze variant begint met het delen van stemmen door 1,4 in plaats van 1, gevolgd door oneven getallen. Dit fungeert in Noorwegen als een kiesdrempel binnen een meervoudig kiesdistrict omdat het behalen van een eerste zetel moeilijker wordt. In Zweden wordt 1,2 als eerste deler gebruikt.
- Imperiali-methode: Deze variant deelt het aantal stemmen door het aantal zetels plus twee, wat de drempel voor zetelwinst verlaagt en een voordeel biedt aan grotere partijen. Dit wordt gebruikt bij Belgische gemeenteraadsverkiezingen.

### Overige
- Condorcet-methode: De winnaar wordt bepaald door elke kandidaat in paren met elkaar te vergelijken en te kijken welke kandidaat elke andere kandidaat in een directe vergelijking verslaat. De winnaar is degene die elke andere kandidaat verslaat in deze één-op-één vergelijkingen.

## Rekenvoorbeeld
De tabel toont de zetelverdeling in de Tweede Kamer op basis van de verkiezingsuitslag van 2023, berekend met drie verschillende methodes. Elke methode verdeelt de zetels op een andere manier, waarbij de verhouding tussen het aantal stemmen en de toegekende zetels kan variëren.
De afwijkingen ten opzichte van de meest evenredige verkiezingsuitslag worden met rood aangegeven, waarbij de restzetels van PVV, GL-PVDA en VVD de grootste afwijking geven en de quotumregel schenden. De 35,24 PVV-zetels worden naar boven afgerond naar 37 zetels terwijl de 2,57 Volt-zetels naar beneden afgerond worden naar 2 zetels.
| Partij  | Stemmen    | Evenredig aandeel | Overschot | Overschot | Grootste-overschottenmethode | Grootste-overschottenmethode | Grootste-gemiddeldenmethode | Grootste-gemiddeldenmethode | Grootste-gemiddeldenmethode | Grootste-gemiddeldenmethode |
| Partij  | Stemmen    | Evenredig aandeel | Overschot | Overschot | Grootste-overschottenmethode | Grootste-overschottenmethode | D'Hondt-methode             | D'Hondt-methode             | Sainte-Laguë-methode        | Sainte-Laguë-methode        |
| Partij  | Stemmen    | Evenredig aandeel | Overschot | Overschot | Optimaal evenredig           | Optimaal evenredig           | Evenredig                   | Evenredig                   | Zeer evenredig              | Zeer evenredig              |
| Partij  | Stemmen    | Evenredig aandeel | Overschot | Overschot | Toegepast in:                | Vlag                         | Toegepast in:               | Vlag                        | Toegepast in:               | Vlag                        |
| Partij  | Stemmen    | Evenredig aandeel | Breuk     | Restant   | Restzetels                   | Totaal                       | Restzetels                  | Totaal                      | Restzetels                  | Totaal                      |
| ------- | ---------- | ----------------- | --------- | --------- | ---------------------------- | ---------------------------- | --------------------------- | --------------------------- | --------------------------- | --------------------------- |
| PVV     | 2450855    | 35,24             | 0,24      | 16552     |                              | 35                           | 2 ▲                         | 37                          | 1 ▲                         | 36                          |
| GL-PVDA | 1643032    | 23,62             | 0,62      | 43347     | 1                            | 24                           | 2 ▲                         | 25                          | 1                           | 24                          |
| VVD     | 1589518    | 22,85             | 0,85      | 59385     | 1                            | 23                           | 2 ▲                         | 24                          | 1                           | 23                          |
| NSC     | 1343032    | 19,31             | 0,31      | 21553     |                              | 19                           | 1 ▲                         | 20                          | 1 ▲                         | 20                          |
| D66     | 656290     | 9,44              | 0,44      | 30326     | 1                            | 10                           | 0 ▼                         | 9                           | 1                           | 10                          |
| BBB     | 485551     | 6,98              | 0,98      | 68242     | 1                            | 7                            | 1                           | 7                           | 1                           | 7                           |
| CDA     | 345821     | 4,97              | 0,97      | 67615     | 1                            | 5                            | 1                           | 5                           | 1                           | 5                           |
| SP      | 328225     | 4,72              | 0,72      | 50019     | 1                            | 5                            | 1                           | 5                           | 1                           | 5                           |
| DENK    | 246764     | 3,55              | 0,55      | 38109     | 1                            | 4                            | 0 ▼                         | 3                           | 1                           | 4                           |
| PVDD    | 235148     | 3,38              | 0,38      | 26493     | 1                            | 4                            | 0 ▼                         | 3                           | 0 ▼                         | 3                           |
| FVD     | 232963     | 3,35              | 0,35      | 24308     | 1                            | 4                            | 0 ▼                         | 3                           | 0 ▼                         | 3                           |
| SGP     | 216444     | 3,11              | 0,11      | 7789      |                              | 3                            |                             | 3                           |                             | 3                           |
| CU      | 212502     | 3,06              | 0,06      | 3847      |                              | 3                            |                             | 3                           |                             | 3                           |
| Volt    | 178802     | 2,57              | 0,57      | 39699     | 1                            | 3                            | 0 ▼                         | 2                           | 1                           | 3                           |
| JA21    | 71345      | 1,03              | 0,03      | 1793      |                              | 1                            |                             | 1                           |                             | 1                           |
| BVNL    | 52913      | 0,76              | 0,76      | 52913     | Kiesdrempel                  | Kiesdrempel                  | Kiesdrempel                 | Kiesdrempel                 | Kiesdrempel                 | Kiesdrempel                 |
| 50+     | 51043      | 0,73              | 0,73      | 51043     | Kiesdrempel                  | Kiesdrempel                  | Kiesdrempel                 | Kiesdrempel                 | Kiesdrempel                 | Kiesdrempel                 |
| BIJ1    | 44253      | 0,64              | 0,64      | 44253     | Kiesdrempel                  | Kiesdrempel                  | Kiesdrempel                 | Kiesdrempel                 | Kiesdrempel                 | Kiesdrempel                 |
| Totaal  | 10.432.726 | 140               | Zetels    | Zetels    | 10                           | 150                          | 10                          | 150                         | 10                          | 150                         |